# Temesz

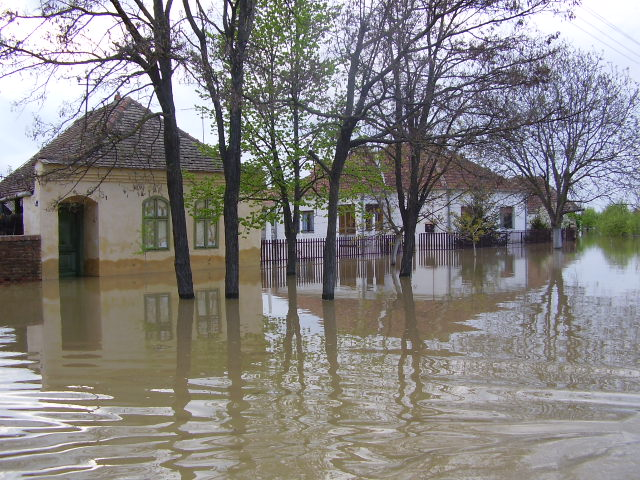
Powódź w Jaša Tomić w 2005

Temesz (łac. Tibiscus lub Tibisis, rum. Timiș, serb. Тамиш – Tamiš, niem. Temesch, węg. Temes) – rzeka w południowo-zachodniej Rumunii (Banat) i w północno-wschodniej Serbii (Wojwodina). Lewy dopływ Dunaju. Długość – 359 km (241 km w Rumunii, 118 km w Serbii), powierzchnia zlewni – 13 085 km² (8085 km² w Rumunii, 5000 km² w Serbii), średni przepływ u ujścia – 47 m³/s.
Źródła Temeszu znajdują się na wschodnich stokach góry Semenic w paśmie górskim o tej samej nazwie, na południowym krańcu łańcucha Karpat. Stamtąd Temesz płynie na wschód, a po kilkunastu kilometrach ostro skręca na północ. Od tego miejsca rzeka zaczyna zataczać wielki, wybrzuszony na północ łuk na zachód. Koło miasta powiatowego Caransebeș Temesz opuszcza góry i wkracza na Równinę Temeszu – wschodni skraj Wielkiej Niziny Węgierskiej. Na nizinnym odcinku rzeka ma bieg wolny i meandrujący, w deszczowych latach często wylewa. Temesz przecina miasto Lugoj, następnie przepływa kilka kilometrów na południe od Timișoary. Koło wsi Jaša Tomić Temesz przecina granicę rumuńsko-serbską. Uchodzi do Dunaju koło Pančeva, kilka kilometrów na wschód od Belgradu. Końcowy odcinek rzeki jest żeglowny na długości 53 km.
Podczas powodzi w 2005 roku wody Temeszu zniszczyły serbskie wsie Boka i Jaša Tomić.
Największe dopływy Temeszu to Râul Rece, Slatina, Valea Mare, Rugiu, Pârâul Lung, Armeniș, Sebeș, Bistra, Șurgani, Timișana, Pogăniș, Timișul Mort i Vena Mare na odcinku rumuńskim i Brzava na odcinku serbskim.
Niegdyś ujście Temeszu do Dunaju znajdowało się 40 km dalej na zachód. W miejscu tym pozostało stare koryto rzeki zwane kanałem Karaš (Караш). Między tym kanałem, dolnym odcinkiem Temeszu a Dunajem leży region o powierzchni około 400 km², zwany Pančevački Rit (Панчевачки Рит). Były to bagna, które po II wojnie światowej zostały stopniowo osuszone i obecnie stanowią region intensywnego rolnictwa, zaopatrujący Belgrad w żywność. Pozostało tu wiele kanałów, starorzeczy i wysp rzecznych. Teren ten, przed II wojną niezamieszkany, obecnie jest gęsto zaludniony i stanowi północne przedmieście Belgradu – Palilula.